# Ladoffa nozama
Ladoffa nozama är en insektsart som beskrevs av Young 1977. Ladoffa nozama ingår i släktet Ladoffa och familjen dvärgstritar. Inga underarter finns listade i Catalogue of Life.